# Saint-Martin-aux-Arbres
Saint-Martin-aux-Arbres é uma comuna francesa na região administrativa da Normandia, no departamento de Sena Marítimo. Estende-se por uma área de 5,13 km². Em 2010 a comuna tinha 328 habitantes (densidade: 63,9 hab./km²).